# Holochelus costulatus
Holochelus costulatus är en skalbaggsart som beskrevs av Imre Frivaldszky 1835. Holochelus costulatus ingår i släktet Holochelus och familjen Melolonthidae. Inga underarter finns listade i Catalogue of Life.